# Chiesa dei Santi Pietro, Paolo e Donato
La chiesa dei Santi Pietro, Paolo e Donato è la parrocchiale di Corridonia, situata a metà di via Cavour.

## Storia e descrizione

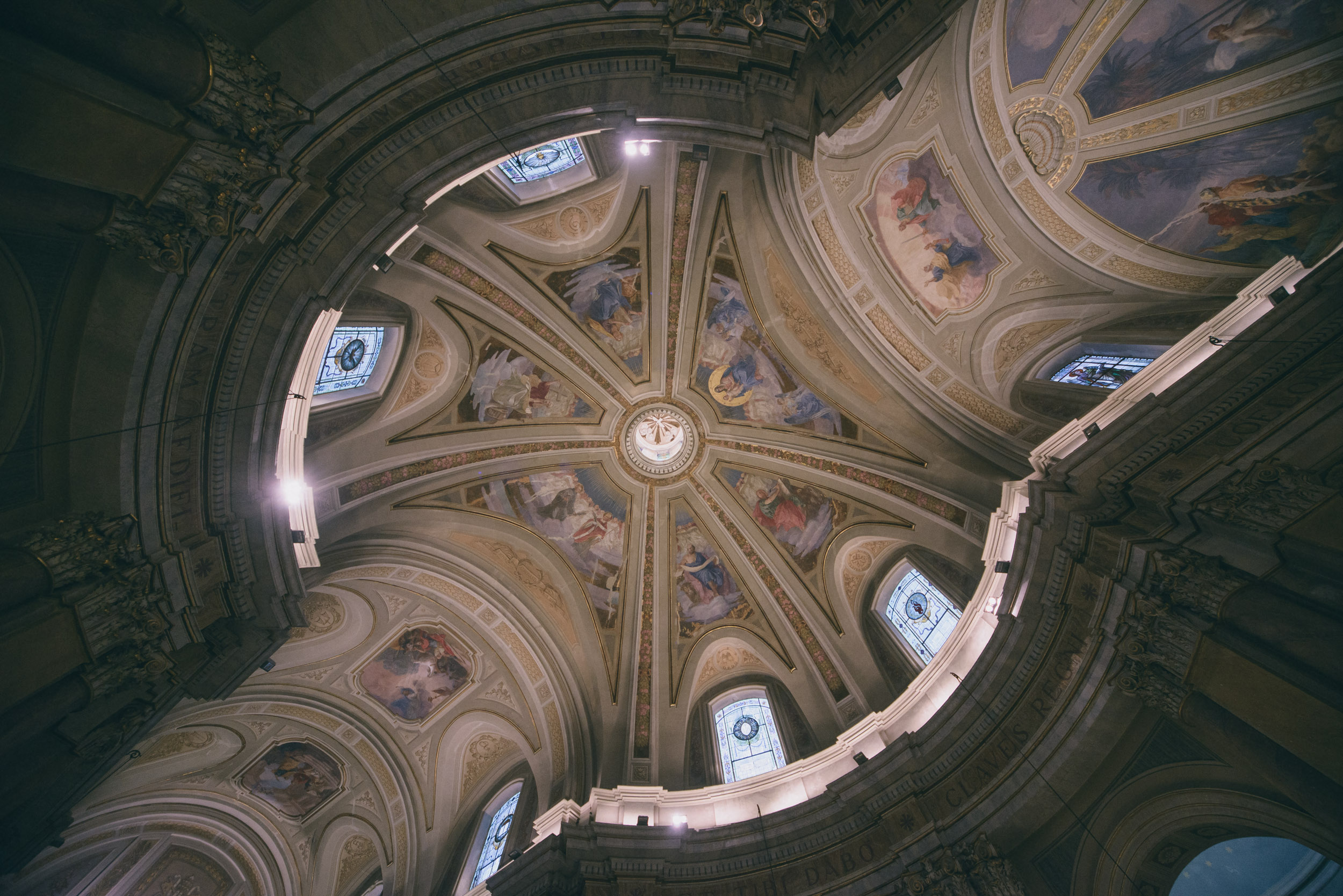
La volta

Il nucleo originario, terminato verso il 1750 ad opera dell'architetto Arcangelo Vici di Arcevia padre del più famoso Andrea Vici, era costituito da un'unica aula a pianta circolare con volta a creste e vele culminante con un lanternino. 
Con la soppressione della Parrocchia di S. Donato e il conseguente accorpamento, la chiesa ormai troppo piccola fu ampliata su disegno di Giuseppe Valadier che vi aggiunse due campate e le navate laterali.  
A lui si devono anche l'armoniosa facciata che ripeterà a Roma per la chiesa di San Rocco all'Augusteo e il campanile. 
Conserva due interessanti crocifissi lignei policromi. Il primo, al quarto altare sinistro, è del Quattrocento, l'altro, nella navata destra dietro al primo pilastro, del secolo successivo. 
Cupola, volta e navata vennero affrescati tra il 1939 e il 1941 dal professor Silvio Galimberti di Roma. Il gradone dell'altare maggiore e il tabernacolo in rame argentato sono di Amerigo Lucchetti e risalgono al 1958-1961.  
Notevole è l'organo storico del 1830, opera di Angelo Morettini di Perugia restaurato nel 2021 ad opera dei Fratelli Ruffatti di Padova.
La sagrestia conserva tredici statuine settecentesche di Cristo tra gli apostoli. 
All'interno, presso la cappella della Madonna di Lourdes è stata riallestita Pinacoteca parrocchiale che conserva pregevoli opere che vanno dal gotico al rinascimento, dal manierismo al barocco e che testimoniano influenze culturali ad ampio raggio, con l'Emilia, il Veneto, la Toscana e con altri centri marchigiani.